# 瓦桑特纳加尔
瓦桑特纳加尔（Vasantnagar），是印度马哈拉施特拉邦Yavatmal县的一个城镇。总人口4117（2001年）。

## 人口
该地2001年总人口4117人，其中男性2224人，女性1893人；0—6岁人口654人，其中男352人，女302人；识字率56.11%，其中男性为65.69%，女性为44.85%。